# پیل‌مون
Pale moon(ماه روشن) نسخهٔ بهینه شدهٔ مرورگر فایرفاکس است که در ۲ نسخهٔ x64 و x86 عرضه می‌گردد. رابطهٔ کاربری آن بسیار شبیه به فایرفاکس بوده که برای بسیاری از کاربران آشنا می‌باشد. طرّاحی این مرورگر به صورتی انجام گرفته‌است تا سرعت و کارایی را به حداکثر برسد.
- ویکی‌پدیا انگلیسی
- Pale moon